# Otopteropus cartilagonodus
Otopteropus cartilagonodus — вид рукокрилих, родини Криланових.

## Середовище проживання
Ендемік Філіппін, де поширений на острові Лусон у межах на висотного діапазону 200-2250 м над рівнем моря. Цей вид є найпоширенішим в первинному і добре розвиненому вторинному, низовинному, гірському і моховому лісах.

## Морфологія
Морфометрія. Довжина голови й тіла: 55—87 мм, довжина передпліччя: 41—52 мм, вага: 12—21 грам.
Опис. Це дуже малий, довгошерстий, безхвостий рукокрилий пов'язаний з Cynopterus. Забарвлення спини темне чорно-буре, черево світліше з більш сірим забарвленням. Волосся на середині грудей і череві з білими наконечниками. Очі в Otopteropus дуже великі. Найпримітнішою характеристикою роду є вуха, краї яких відзначені червонуватим потовщенням. Голий ніс має трубчасті ніздрі. Крилові мембрани мають сітчастий візерунок. Зубна формула для цього роду: (I 1/1, C 1/1, P 3/3, M 1/1) Х 2 = 24. Довге, густе волосся є адаптацією до великих висот. Пологи відбудуться в кінці травня, червні або на початку липня. 